# Billy Jack
Billy Jack es una película estadounidense de 1971, la segunda de una serie de cuatro filmes sobre el personaje del mismo nombre, que inició con The Born Losers (1967). Fue dirigida y protagonizada por Tom Laughlin, quien además coescribió el guion.

## Sinopsis
Billy Jack es un "mestizo" americano Navajo, un veterano de la Guerra de Vietnam y un maestro del hapkido. Un grupo de niños de varias razas de la escuela van a la ciudad a tomar un helado y se les niega el servicio y luego son abusados y humillados por Bernard Posner, el hijo del corrupto jefe político del condado. Esto provoca la enemistad entre Billy Jack y Posner.

## Reparto
- Tom Laughlin es Billy Jack.
- Delores Taylor es Jean Roberts.
- Clark Howat es Sheriff Cole.
- Victor Izay es el Doctor.
- Julie Webb es Barbara.
- Debbie Schock es Kit.
- Teresa Kelly es Carol.
- Lynn Baker es Sarah.
- Stan Rice es Martin.
- David Roya es Bernard Posner.
- John McClure es Dinosaur.
- Susan Foster es Cindy.
- Susan Sosa es Sunshine.
- Bert Freed es Stuart Posner.
- Kenneth Tobey es Mike.
- Howard Hesseman es Howard.
- Cisse Cameron es Miss False.